# Soulèvement de Czortków
Seconde Guerre mondiale
Le soulèvement de Czortków (polonais : Powstanie Czortkowskie) est une tentative avortée de libération de prisonniers polonais incarcérés à la prison de la ville de Czortków (actuellement Tchortkiv en Ukraine), occupée par les Soviétiques. L'attaque a lieu dans la nuit du 21 au 22 janvier 1940. C'est le premier soulèvement civil polonais contre l'occupation soviétique de la Pologne.

## Prélude
Le 17 septembre 1939, l'Armée rouge alliée de l'Allemagne nazie, envahit la partie orientale de la Pologne. La majeure partie de l'armée polonaise étant concentrée dans l'Ouest, dans la lutte contre la Wehrmacht, les Soviétiques avancent rapidement. Selon le pacte Molotov-Ribbentrop, la Pologne doit être partagée entre les deux puissances alliées. Les Allemands occupent la partie occidentale du pays, tandis que les Soviétiques annexent l'Est de la Pologne. La ville de Czortków, située dans le voïvodie de Tarnopol d'avant-guerre, est annexée dans la RSS d'Ukraine.
Les nouveaux dirigeants commencent immédiatement une campagne de répression. Entre septembre 1939 et le deuxième semestre 1941 (opération Barbarossa), le NKVD arrête et emprisonne environ 500 000 Polonais. Parmi eux des fonctionnaires, des policiers en uniforme et des dizaines de prétendus « ennemis du peuple », tels que des entrepreneurs, des ingénieurs, des commerçants et des membres du clergé. Environ 65 000 Polonais sont secrètement exécutés.
Dès octobre 1939, les habitants polonais de Czortków (en 1931, les Polonais de souche représentent 46,4 % de la population de la ville) s'organisent contre les Soviétiques. Une organisation secrète Stronnictwo Narodowe (pl) (Alliance nationale) est créée dans le but de lutter contre l'occupant et mener à bien le sabotage. Les fondateurs de l'organisation, pour la plupart des étudiants de l'école secondaire locale, parmi lesquels Tadeusz Bankowski, Henryk Kamiński, Heweliusz Malawski, et leur professeur Józef Opacki, décident d'organiser un soulèvement.

## Assaut
En décembre 1939, un grand contingent des troupes de l'Armée rouge de la garnison de Czortków quitte la ville pour s'engager dans la guerre contre la Finlande. Les conspirateurs voient en cela leurs chances de succès. Ils programment une attaque surprise de la caserne pour libérer de la prison les officiers de l'armée polonaise. Leur plan prévoit la prise de contrôle du bureau de poste, de l'hôpital et de la gare pour s'emparer d'un train avec l'aide des officiers libérés, puis de se rendre en Roumanie via Zalichtchyky. Le pont sur la rivière Siret doit également être détruit pour retarder la poursuite.
L'attaque est prévue dans la nuit du 21 au 22 janvier, date anniversaire du début de l'insurrection polonaise contre la tutelle russe de 1861. Dans la soirée du 21 janvier 1940, 100 à 250 conspirateurs se rassemblent dans l'église dominicaine de Czortków. La plupart d'entre eux ne sont pas armés, seuls quelques-uns possèdent des fusils, d'autres portent des couteaux ou une épée. Ils se divisent en quatre groupes. Le premier doit s'emparer de la caserne, le deuxième de la prison, le troisième du centre de la ville et la quatrième de la station de chemin de fer. Leur cri de guerre est « Z Krzyżem ! » (« Avec la Croix ! »).
L'attaque de la caserne de l'Armée rouge commence à 22h, mais les conspirateurs ont sous-estimé la force des Soviétiques et ne parviennent pas à s'emparer du complexe. Alarmées par les coups de feu, les troupes de l'Armée rouge contre-attaquent. Après une courte fusillade dans laquelle trois soldats soviétiques et 14 Polonais trouvent la mort, les attaquants sont dispersés. Il y a de nombreux blessés.

## Conséquences
Le lendemain, 22 janvier, les troupes de la police secrète arrêtent en masse les participants présumés du soulèvement. Ils incarcèrent au total quelque 150 hommes. Vingt-quatre étudiants sont brutalement interrogés et torturés par le NKVD. L'historien Jan Tomasz Gross écrit que les conspirateurs ont été frappés avec des bâtons, des armes de poing, des bouteilles, des barres de métal, et « à coups de pied jusqu'à ce que leurs mâchoires et côtes soient cassées »[réf. nécessaire]. Ou moins vingt-un détenus ont été tués. Le nombre de déportés en Sibérie n'est pas connu mais cinquante-cinq d'entre eux ont été libérés ensuite en vertu des accords Sikorski-Maïski en juillet 1941. La quasi-totalité des personnes assassinées ou expulsées sont des adolescents. La majorité des officiers de l'armée polonaise de la prison de Czortków, seront exécutés dans le massacre de Katyń.
Dix-huit mois plus tard, le 2 juillet 1941, juste avant l'attaque de la Wehrmacht, les Soviétiques exécutent secrètement huit moines dominicains de l'église de Czortków pour se venger de l'aide fournie lors du soulèvement.
Władysław Buczkowski, témoin de l'insurrection, écrit dans ses mémoires que bien qu'il n'ait pas part à la révolte, il est arrêté le 27 janvier. Après avoir été torturé, il est envoyé en prison à Ternopil. Condamné à 15 ans d'exil, il est déporté ainsi que d'autres Polonais de Czortków, à Kharkiv et plus tard en Sibérie. En 1942, en vertu des accords Sikorski-Maïski, il réussit à quitter l'Union soviétique avec l'armée Anders. Il est parmi les rares qui ont survécu.

## Sources
- (en) Cet article est partiellement ou en totalité issu de l’article de Wikipédia en anglais intitulé « Czortków Uprising » (voir la liste des auteurs).
- [(pl) W Czortkowie nad Seretem (page consultée le 14 avril 2016)]
- (en) Davies Norman, - God's Playground : A History of Poland -, vol. Volume II: 1795 to the Present, Oxford University Press (lire en ligne), page 437
- (en) Gross, Jan T.; Militargeschichtliches Forschungsamt, - From Peace to War : Germany, Soviet Russia and the World, 1939-1941 -, Bernd Wegner, ed. Berghahn Books (lire en ligne)
- [(pl + en) Powstańczy zryw w Czortkowie w 1940 roku - Institut de la mémoire nationale - gouvernement polonais (page consultée le 14 avril 2016)]